# Folcata
Folcata è una località di Campagna in provincia di Salerno.

## Geografia fisica
Si sviluppa a 255 metri di altitudine, in zona collinare fra le propaggini del colle Carapiglia e il fiume Tenza, fra gli abitati di Campagna e Romandola-Madonna del Ponte. È attraversata dalla SP 106. Conta 465 abitanti secondo il censimento del 2001.

## Storia
Comunemente chiamata "piazza d'Armi" dagli abitanti, è sorta a ridosso di un'area adibita a piazza d'armi dal distretto militare di Campagna nell'Ottocento. Con la soppressione del distretto, l'area fu trasformata in campo sportivo e ciò ne conseguì lo sviluppo della località. A seguito del terremoto dell'Irpinia del 1980 ha subito una parziale distruzione degli edifici civili e ha incrementato lo sviluppo urbano.

## Monumenti e luoghi d'interesse
- Monastero di San Martino, convento cappuccino fondato nel XVI su uno sperone roccioso sovrastante il fiume Tenza, lungo la SP 106 in località Cappuccini, a ridosso dell'abitato. È costituito dall'edificio claustrale, da una chiesa a pianta rettangolare allungata e un sepolcreto. Ridotto a rudere, è attualmente in fase di restauro per essere destinato a sala polifunzionale.

## Economia
La principale risorsa è la coltivazione e la produzione dell'olio di oliva Colline Salernitane (DOP).

## Strutture sportive
- Campo sportivo  Dony Rocco